# Garcinia tsimatimia
Garcinia tsimatimia är en tvåhjärtbladig växtart som beskrevs av P.W.Sweeney och Z.S.Rogers. Garcinia tsimatimia ingår i släktet Garcinia och familjen Clusiaceae. Inga underarter finns listade i Catalogue of Life.